# Cabo Engaño (La Española)
El Cabo Engaño es un cabo localizado en el extremo oriental de la isla de La Española, en la República Dominicana, próximo a Punta Cana.
Toma su nombre del error que cometiera el almirante Cristóbal Colón en su segundo viaje a la isla Española al confundirlo con la península de Samana.